# Thomas Aquino Man’yō Maeda

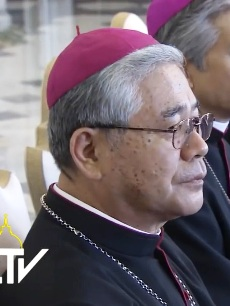
Erzbischof Thomas Aquino Man’yō Maeda (2015)

Kardinalswappen von Thomas Aquinas Manyo

Thomas Aquino Man’yō Kardinal Maeda (jap. トマス・アクィナス 前田 万葉, Tomasu Akinasu Maeda Man’yō; * 3. März 1949 in Tsuwasaki, Präfektur Nagasaki) ist ein japanischer römisch-katholischer Geistlicher und Erzbischof von Osaka-Takamatsu.

## Leben
Thomas Aquino Man’yō Maeda empfing am 19. März 1975 das Sakrament der Priesterweihe. Er war anschließend als Gemeindepfarrer sowie als Herausgeber des diözesanen Bulletins im Erzbistum Nagasaki tätig. Von 2006 bis 2011 war er Generalsekretär der japanischen Bischofskonferenz.
Papst Benedikt XVI. ernannte ihn am 13. Juni 2011 zum Bischof von Hiroshima. Die Bischofsweihe spendete ihm am 23. September desselben Jahres der emeritierte Bischof von Hiroshima, Joseph Atsumi Misue; Mitkonsekratoren waren Leo Jun Ikenaga SJ, Erzbischof von Osaka, und Joseph Mitsuaki Takami PSS, Erzbischof von Nagasaki.
Am 20. August 2014 ernannte ihn Papst Franziskus zum Erzbischof von Osaka. Maeda ist darüber hinaus Vizepräsident der japanischen Bischofskonferenz. Als Mitglied ihrer bischöflichen Kommissionen für Bildung und Ökumene befasste er sich insbesondere mit der Arbeit für Menschen mit Beeinträchtigung.
Im Konsistorium vom 28. Juni 2018 nahm ihn Papst Franziskus als Kardinalpriester mit der Titelkirche Santa Pudenziana in das Kardinalskollegium auf. Am 6. Oktober desselben Jahres ernannte ihn der Papst zum Mitglied des Dikasteriums für die Kommunikation. Die Besitzergreifung seiner Titelkirche fand am 16. Dezember 2018 statt.
Am 15. August 2023 verfügte Papst Franziskus die Zusammenlegung des Erzbistums Osaka mit dem Bistum Takamatsu und ernannte ihn zum ersten Erzbischof von Osaka-Takamatsu.